# Relaciones Corea del Sur-Cuba
Las relaciones Corea del Sur-Cuba se refiere a las relaciones bilaterales entre Cuba y Corea del Sur. Cuba y Corea del Sur establecieron relaciones formalmente el 14 de febrero de 2024. Ninguno de los países tiene un embajador residente. Cuba tiene un embajador no residente en Tokio y Corea del Sur tiene un embajador no residente en la Ciudad de México.

## Historia
El retraso en el establecimiento de relaciones se debió a la situación especial de la división entre el Norte y el Sur. En 1948, cuando la República de Corea (Corea del Sur) fue reconocida como miembro de la comunidad internacional con el establecimiento de su gobierno, Cuba también reconoció a la República de Corea el 12 de julio de 1949. También proporcionó 2,79 millones de dólares en ayuda a la República de Corea durante la Guerra de Corea. Sin embargo, Cuba, que estableció un sistema socialista a través de la Revolución Cubana encabezada por Fidel Castro en 1959, anunció su relación especial con la República Popular Democrática de Corea (Corea del Norte), que compartía una línea socialista y antiamericana, y rompió vínculos con la República de Corea. Como resultado, Cuba ha sido hostil a Corea del Sur, que formó parte del bloque occidental, liderado por los Estados Unidos, durante la Guerra Fría, y ha enfatizado su amistad con Corea del Norte boicoteando los Juegos Olímpicos de Verano de 1988 en Seúl, Corea del Sur, junto con Corea del Norte.
Cuba recurrió a la diplomacia pragmática para superar las dificultades económicas provocadas por el fin del sistema de la Guerra Fría y el endurecimiento de las sanciones estadounidenses, pero se mostró tibia a la hora de establecer relaciones diplomáticas con Corea del Sur porque ha valorado las relaciones diplomáticas con Corea del Norte. En la Asamblea General de las Naciones Unidas en octubre de 1999, durante la administración de Kim Dae-jung, Corea del Sur votó por primera vez a favor de una resolución que pedía el levantamiento del embargo estadounidense a Cuba, y en 2000 anunció su primera propuesta normalizar las relaciones con Cuba. Posteriormente, durante la administración de Lee Myung-bak se propuso el establecimiento de relaciones consulares con Cuba, y los gobiernos de Park Geun-hye, Moon Jae-in y Yoon Suk-yeol también propusieron el establecimiento de relaciones diplomáticas con Cuba, pero esto no se hizo debido a la actitud pasiva del gobierno cubano. En 2005, la Agencia de Promoción de Comercio e Inversiones de Corea (KOTRA) estableció un centro comercial en La Habana, desempeñando un papel clave en el comercio y los intercambios comerciales entre Corea del Sur y Cuba. A pesar de que Cuba no tenía relaciones diplomáticas con Corea del Sur, Cuba ha participado activamente en intercambios económicos y culturales.
En 2016, el ministro de Asuntos Exteriores de Corea del Sur, Yun Byung-se, visitó Cuba por primera vez y le transmitió su intención de establecer relaciones diplomáticas con Cuba. Siguieron varias reuniones con ministros de Asuntos Exteriores, pero no se llegó a ningún acuerdo concreto. Antes del establecimiento de relaciones diplomáticas entre Corea del Sur y Cuba, la Embajada de Corea del Sur en México sirvió como funcionario consular para Cuba, y la Embajada de Cuba en Japón sirvió como funcionario consular para Corea del Sur bajo el gobierno cubano.
Corea del Sur y Cuba acordaron establecer relaciones diplomáticas a nivel de embajadores entre ambos países el 14 de febrero de 2024, mediante el intercambio de cartas diplomáticas entre los Representantes de los Gobiernos de ambos países ante las Naciones Unidas en la Ciudad de Nueva York, pero la ceremonia tuvo lugar bajo extrema seguridad ante la oposición de Corea del Norte.